# Fale gamma
Fale gamma – najszybsze z fal mózgowych. Zakres ich częstotliwości to ok. 30–70 Hz. Aktywność gamma związana jest z wyższymi procesami poznawczymi, m.in. percepcją sensoryczną, pamięcią. Domniemywa się, że rytm gamma o częstotliwości ok. 40 Hz ma związek ze świadomością percepcyjną (dotyczącą wrażeń zmysłowych i ich postrzegania) oraz związany jest z tzw. wiązaniem jakości sensorycznych, tj. integracją poszczególnych modalności zmysłowych (tj. dotyk, słuch, smak, wzrok, zapach) w jeden spostrzegany obiekt (np. widzimy i słyszymy mówiącą do nas osobę jako spójną całość).
Stwierdzono, że wyładowania napadowe, obecne u chorych na padaczkę mogą być poprzedzone wzmożonymi  oscylacjami czynności EEG o częstotliwości gamma. Oscylacje gamma występują częściej w zapisach EEG u chorych na padaczkę w porównaniu z zapisami osób zdrowych. Towarzyszą one często międzynapadowym wyładowaniom w zapisie EEG i mogą je poprzedzać.   Rejestracja oscylacji gamma wymaga większej staranności w celu skutecznej eliminacji artefaktów. Trudności techniczne towarzyszące badaniom nad falami gamma związane są z faktem, że w porównaniu z falami o innych częstotliwościach mają one znacznie mniejszą amplitudę, wymagają więc większego wzmocnienia i są bardziej podatne na artefakty. Dodatkowym utrudnieniem jest wszechobecny artefakt sieci 50 Hz, mieszczący się w zakresie częstotliwości gamma.